# افسانه‌گری
افسانه‌گری (به انگلیسی: fabulation) در نقد ادبی اصطلاحی است که توسط نقاد ادبی آمریکایی رابرت اسکولز رواج پیدا کرد. این اصطلاح در کتاب او به نام افسانه‌گران (The Fabulators) ذکر شده‌بود.
اصطلاح افسانه‌گری، برای توصیف گروه بزرگ و فزاینده‌ای از رمان‌های سدهٔ بیستم به‌کار می‌رود که در سبک خود با رئالیسم جادویی همانندی دارند و در رده‌های سنتی واقع‌گرایی ادبی یا رمان‌های رمانسی نمی‌گنجند.

## افسانه‌گران
- توماس پینکان
- جان بارث
- دونالد بارتلمی
- ویلیام گاس
- رابرت کوور
- ایشمائیل رید
- جولین بارنز
- سلمان رشدی
- دونالد انتریم
- محمدرضا تقوی فرد